# De Waal
Pour les articles homonymes, voir De Waal (homonymie) et Waal (homonymie).

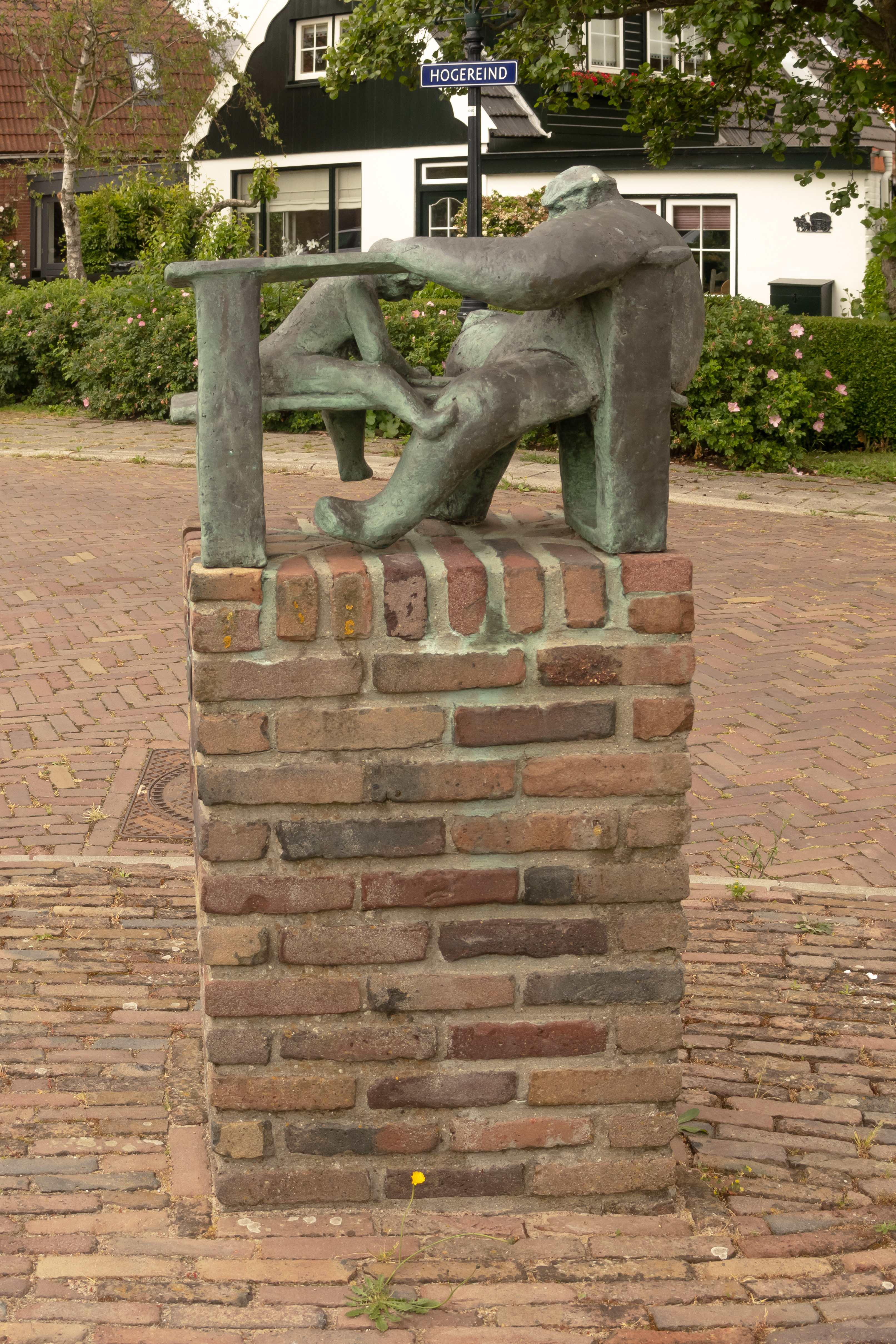
La sculpture Le Jeu dessiné par Marijn Koenen Gorter.

De Waal est un village de la commune néerlandaise de Texel, dans la province de la Hollande-Septentrionale. Le 1er janvier 2001, le village comptait 415 habitants.